# Verbandsgemeinde Offenbach an der Queich
Die Verbandsgemeinde Offenbach an der Queich ist eine Gebietskörperschaft im Landkreis Südliche Weinstraße in Rheinland-Pfalz. Der Verbandsgemeinde gehören vier eigenständige Ortsgemeinden an, der Verwaltungssitz ist in der namensgebenden Ortsgemeinde Offenbach an der Queich. Das Verwaltungsgebiet der Verbandsgemeinde grenzt westlich an die Stadt Landau in der Pfalz und wird durchflossen von der Queich.

## Verbandsangehörige Gemeinden
| Ortsgemeinde                             | Fläche (km²) | Einwohner |
| ---------------------------------------- | ------------ | --------- |
| Bornheim                                 | 3,55         | 1.507     |
| Essingen                                 | 11,39        | 2.271     |
| Hochstadt (Pfalz)                        | 15,44        | 2.708     |
| Offenbach an der Queich                  | 15,24        | 6.314     |
| Verbandsgemeinde Offenbach an der Queich | 45,62        | 12.800    |

(Einwohner am 31. Dezember 2023)

## Geschichte
Die Verbandsgemeinde Offenbach an der Queich wurde im Rahmen der in den 1960er Jahren begonnenen rheinland-pfälzischen Funktional- und Gebietsreform bereits 1971 in der „Freiwilligkeitsphase“ neu gebildet. Seit dem 1. Januar 1972 ist Offenbach der Sitz der Verbandsgemeindeverwaltung. Nach einer provisorischen Unterbringung konnte die Verwaltung 1979 das neugebaute Rathaus der Verbandsgemeinde beziehen.

## Bevölkerungsentwicklung
Die Entwicklung der Einwohnerzahl auf dem Gebiet der heutigen Verbandsgemeinde Offenbach an der Queich; die Werte von 1871 bis 1987 beruhen auf Volkszählungen:
| Jahr | Einwohner |
| 1815 | 5.273     |
| 1835 | 5.832     |
| 1871 | 6.273     |
| 1905 | 6.237     |
| 1939 | 6.788     |
| 1950 | 7.109     |

| Jahr | Einwohner |
| 1961 | 7.472     |
| 1970 | 7.895     |
| 1987 | 9.790     |
| 1997 | 11.291    |
| 2005 | 11.906    |
| 2023 | 12.800    |

## Politik

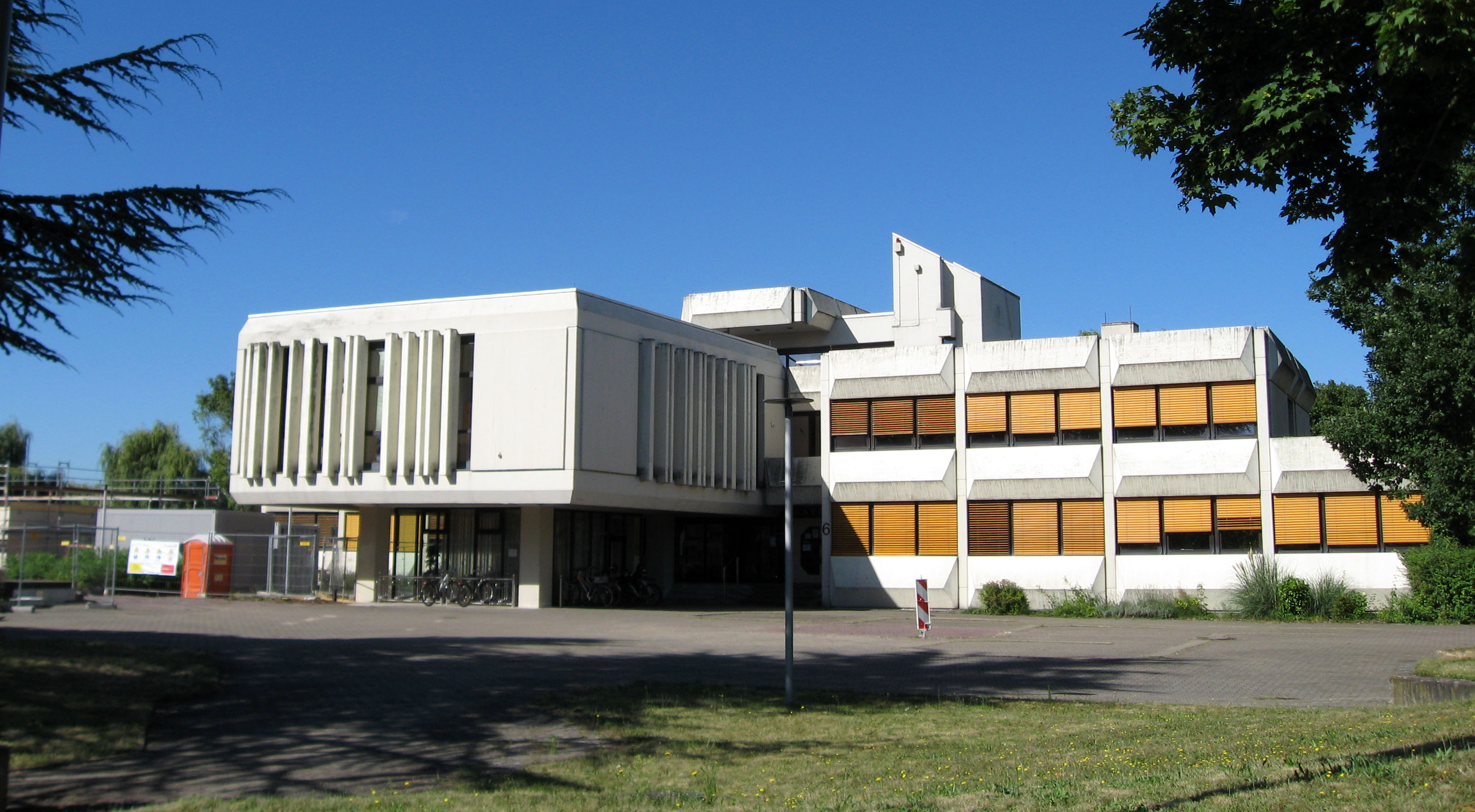
Verwaltung der Verbandsgemeinde Offenbach an der Queich (Zustand August 2016)

### Verbandsgemeinderat
Der Verbandsgemeinderat Offenbach an der Queich besteht aus 28 ehrenamtlichen Ratsmitgliedern, die bei der Kommunalwahl am 9. Juni 2024 in einer personalisierten Verhältniswahl gewählt wurden, und dem hauptamtlichen Bürgermeister als Vorsitzendem.
Die Sitzverteilung im Verbandsgemeinderat:
| Wahl | SPD | CDU | Grüne | FDP | FWG | Gesamt   |
| ---- | --- | --- | ----- | --- | --- | -------- |
| 2024 | 5   | 10  | 2     | 1   | 10  | 28 Sitze |
| 2019 | 8   | 9   | –     | 2   | 9   | 28 Sitze |
| 2014 | 9   | 11  | –     | 1   | 7   | 28 Sitze |
| 2009 | 8   | 10  | –     | 3   | 7   | 28 Sitze |
| 2004 | 8   | 11  | –     | 2   | 7   | 28 Sitze |

- FWG = Freie Wählergruppe Verbandsgemeinde Offenbach e. V.

### Bürgermeister
Der Bürgermeister der Verbandsgemeinde ist seit dem 1. Juli 2002 Axel Wassyl (parteilos).  Bei der Direktwahl am 4. März 2018 wurde er mit einem Stimmenanteil von 72,4 % für weitere acht Jahre in seinem Amt bestätigt.

### Wappen
Die Wappenbeschreibung lautet: „In einem von Schwarz und Gold vierfach geteilten Schildbord in viergeteiltem Schild oben rechts in Gold ein schwebender schwarzer Pfahl, belegt mit einem schwarzen Ring, oben links in Blau ein mehrfach gewinkeltes silbernes Gemarkungszeichen, unten rechts in Rot ein achtspitziges silbernes Johanniterkreuz und unten links in Gold ein schwarzes Gemarkungszeichen in Form eines liegenden H.“
Es wurde 1977 von der Bezirksregierung Neustadt genehmigt und enthält Figuren der Wappen der vier Ortsgemeinden.